# エニグマ (ミュージシャン)
Enigma（エニグマ）はドイツを活動拠点とするヨーロッパの音楽プロジェクトの名前。1990年にマイケル(ミヒャエル)・クレトゥと元アラベスクのサンドラ・アン・ラウアー (現・サンドラ・クレトゥ〔Sandra Cretu〕、マイケル・クレトゥの元妻)を中心に結成された。
中心人物のクレトゥは1957年にルーマニアのブカレストで生まれている。ブカレスト、パリ、フランクフルト・アム・マインでクラシック音楽を学び、1970年代後半にセッション・ミュージシャン（担当はキーボード）として活動を始めた。サンドラと出会ったのもアラベスクのツアーにクレトゥが参加したのがきっかけである。1979年にはアルバム『Moon, Light & Flowers』でソロ・デビューを果たしている。

## 概要
民族音楽やグレゴリオ聖歌（グレゴリアン・チャント）、カンタータなどの古典音楽とダンスビートを緻密なサウンド・プロダクションで融合したサウンドで、世界的にヒットした。世界的に大きな影響を及ぼし、模倣とも思われる作品も続出した。一般的には、後のディープ・フォレストやアディエマスのような、いわゆる「ヒーリング・ミュージック」の先駆者として語られることが多い。膨大な音素材を劣化なく迅速に合成する必要があるため、活動当初からハードディスクレコーディングを導入している。

## 略歴
1990年暮れ、ヴァージン・レコードからシングル「サッドネス・パート1」でデビュー。翌1991年初頭には本国ドイツを始めヨーロッパ各国でヒットし、2月にはアメリカでも発売され、4月にはトップ5入りを果たす。また、この年に発売された1stアルバム『サッドネス・永遠の謎（MCMXC a.D.）』もヒットした。同作品の世界的なヒットにより、全面に使用されたグレゴリオ聖歌が再び脚光を浴びるという波及効果をもたらしている。
1993年、パラマウント映画『硝子の塔(Sliver)』(主演=シャロン・ストーン)のフィリップ・ノイス監督より同映画への音楽を依頼され、2曲の新曲と前作アルバムの1曲を提供した。その新曲の1曲である「カーリーの歌(Carly's song)」は、更に改訂されて「エイジ・オブ・ロンリネス(カーリーの歌)(Age Of Lonliness (Carly's song))」と改題され、翌1994年にリリースされた2ndアルバム『エニグマ2 ザ・クロス・オブ・チェンジス (The Cross of Changes)』に収録された。なお、同アルバムからは「リターン・トゥ・イノセンス(Return To Innocence)」がシングル・カットされ、1996年夏季オリンピックのテーマソングとして使用され、エニグマの代表曲のひとつとされている。
この『リターン・トゥ・イノセンス』については、サンプリング元の音源になった台湾アミ族の歌い手であるDifang(郭英男)らに、1998年、音源の無断使用につき訴訟を提訴されたが、のち和解金の支払いと更なるリリースについてはDifangらをクレジットする（ロイヤリティ含む）ことで和解している。この件についてクレトゥは、録音の時点では、パブリックドメインに属する音源と信じていたという趣旨の弁解をしている。またこの一件を機に、それまでワールドミュージックのひとつとして認識されていた「台湾原住民」の音楽が広く知られることとなった。
1995年、3rdアルバム『エニグマ3 (Le Roi Est Mort, Vive Le Roi!)』をリリースした後、サンドラの出産に伴い一時活動を休止した。2000年、カール・オルフの『カルミナ・ブラーナ』をサンプリングした『ザ・スクリーン・ビハインド・ザ・ミラー（The Screen Behind the Mirror）』で活動を再開。以後『ボヤジュール（Voyageur）』、『ア・ポウステリオーリ（A Posteriori）』、『七つの命、無数の顔（Seven Lives Many Faces）』と、2～3年に1作ペースでアルバムをリリースしている。
『ア・ポウステリオーリ』と『七つの命、無数の顔』はヨーロッパではDVD版もリリースされ（後者についてはw:en:Seven Lives Many Faces#DVD release参照）、DVD版『七つの命、無数の顔』では、DVD版『ア・ポウステリオーリ』の一曲「ジ・アルケミスト（The Alchemist）」で試験的に用いられた5.1chサラウンドを導入している。
「サッドネス・永遠の謎」の時点では、エニグマという音楽プロジェクトの正体は告知されていなかったが、「ザ・クロス・オブ・チェンジス」「エニグマ3」のCDライナー・ノーツにおいて、クレトゥ（サンプリング、ボーカル。「ザ・クロス・オブ・チェンジス」では「Carly M.C.」名義）を中心に、サンドラ（メイン・ボーカル、「ザ・クロス・オブ・チェンジス」では「Sandra」名義）、ルイーザ・スタンレイ（メイン・ボーカル）、ピーター・コーネリウス（ギター）、イェンズ・ガート（ギター。サンドラのソロプロジェクトにも参加）らの参加が明らかにされた（「ザ・クロス・オブ・チェンジス」の日本版ライナーでは他にもフランク・ピーターソン、トーマス・シュワルツ、マイケル・ウェアー等が参加している(らしい)事が記載された）。「エニグマ3」からはアンドルー・ドナルズ（ボーカル）、ルース・アン(イギリスのアンビエントポップスバンド、"Olive"のボーカリスト)がゲスト扱いながら毎回参加している。｢ア・ポウステリオーリ」以降はマイケル・クレトゥのソロプロジェクト色が一層強まり、ゲストの参加もかなり少なくなっている。
一度ライブを計画していたものの、準備に二年間掛かることが判り、それだけの期間があるのであればエニグマのレコーディングに費やした方が得策だとして、結局実現しなかった。
中心人物であるマイケル・クレトゥは音楽のダウンロードによる販売に対して前向きであり、｢森林や石油資源等の保護にも繋がる｣とコメントしている。日本におけるダウンロード販売はiTunes Storeとmoraを通して行なわれており、特に『ザ・スクリーン・ビハインド・ザ・ミラー』はmoraでしか購入できない。
日本国内では「Sadeness」はテレビ朝日で1991年頃に放送されていたドラマ「不思議な幻燈館」に、2ndアルバムの収録曲「Age of Loneliness」は三菱・ギャランのCM  (1994年)、「Beyond The Invisible」はトヨタ・ランドクルーザー PRADO (J90系、1998年)など、1990年代のCMやドラマVTRのBGMに使用されていた。
海外ではアメリカ・CBSテレビで放送されていたドラマ「コールドケース」でも使用された。
2010年に「MMX(The Social Song)」をリリースした以降は大きな動きがなかったエニグマだったが、2016年夏頃に約8年ぶりに最新のアルバムが発売すると発表、2016年11月4日にヨーロッパで、 日本では11月11日に「フォール・オブ・ア・レベル・エンジェル(堕ちた反逆の天使) (The Fall Of a Rebel Angel)」がリリースされた。アルバムにはミヒャエル・クンツェやアングンらが参加している。日本ではEMIがユニバーサルの傘下になったこともあり、今作ではユニバーサルミュージックジャパンからのリリースとなった。

## ディスコグラフィ

### アルバム
| 年                                        | タイトル                      | アルバム詳細                                                                                     | チャート最高位 | チャート最高位 | チャート最高位 | チャート最高位 | チャート最高位 | チャート最高位 | チャート最高位 | チャート最高位 | チャート最高位 | チャート最高位 | 認定 |
| ----------------------------------------- | ----------------------------- | ------------------------------------------------------------------------------------------------ | -------------- | -------------- | -------------- | -------------- | -------------- | -------------- | -------------- | -------------- | -------------- | -------------- | --- |
| 年                                        | GER                           | AUS                                                                                              | AUT            | FRA            | NLD            | NOR            | SWE            | SWI            | UK             | US             |                |                | |
| 1990                                      | MCMXC a.D.                    | - 発売日: 1990年12月10日 - レーベル: Virgin - フォーマット: CD, LP, cassette - 全米売上: 400万枚 | 3              | 2              | 3              | 1              | 7              | 4              | 3              | 2              | 1              | 6              | - GER: 2× プラチナ - AUS: 2× プラチナ - AUT: ゴールド - FRA: 2× ゴールド - SWE: ゴールド - SWI: 2× プラチナ - UK: 2× プラチナ - US: 4× プラチナ |
| 1993                                      | The Cross of Changes          | - 発売日: 1993年12月6日 - レーベル: Virgin - フォーマット: CD, LP, cassette - 全米売上: 200万枚  | 5              | 2              | 5              | 9              | 7              | 5              | 3              | 4              | 1              | 9              | - GER: プラチナ - AUS: プラチナ - AUT: ゴールド - FRA: ゴールド - SWE: ゴールド - SWI: プラチナ - UK: 2× プラチナ - US: 2× プラチナ             |
| 1996                                      | Le Roi Est Mort, Vive Le Roi! | - 発売日: 1996年11月20日 - レーベル: Virgin - フォーマット: CD, cassette - 全米売上: 100万枚     | 3              | 10             | 4              | 8              | 6              | 1              | 8              | 4              | 12             | 25             | - GER: ゴールド - AUS: ゴールド - AUT: ゴールド - FRA: ゴールド - SWI: プラチナ - UK: ゴールド - US: プラチナ                                   |
| 2000                                      | The Screen Behind the Mirror  | - 発売日: 2000年1月14日 - レーベル: Virgin - フォーマット: CD, cassette - 全米売上: 50万枚       | 2              | 44             | 6              | 16             | 4              | 2              | 7              | 4              | 7              | 33             | - GER: ゴールド - SWE: ゴールド - SWI: ゴールド - UK: シルバー - US: ゴールド                                                                   |
| 2003                                      | Voyageur                      | - 発売日: 2003年9月30日 - レーベル: Virgin - フォーマット: CD, cassette                          | 6              | —              | 19             | 32             | 13             | —              | 31             | 29             | 46             | 94             | |
| 2006                                      | A Posteriori                  | - 発売日: 2006年9月22日 - レーベル: Virgin - フォーマット: CD                                    | 16             | —              | 17             | 98             | 8              | —              | —              | 24             | —              | 95             | |
| 2008                                      | Seven Lives Many Faces        | - 発売日: 2008年9月19日 - レーベル: Virgin - フォーマット: CD - 全米売上: 8.5万枚                | 15             | —              | 30             | 93             | 22             | —              | —              | 18             | 116            | 92             | |
| 2016                                      | The Fall of a Rebel Angel     | - 発売日: 2016年11月11日 - レーベル: Island - フォーマット: CD, LP                               | 10             | 73             | 24             | 71             | 29             | —              | —              | 19             | 40             | 122            | |
| "—"は未発売またはチャート圏外を意味する。 |                               |                                                                                                  |                |                |                |                |                |                |                |                |                |                | |